# Lagoa do Sal

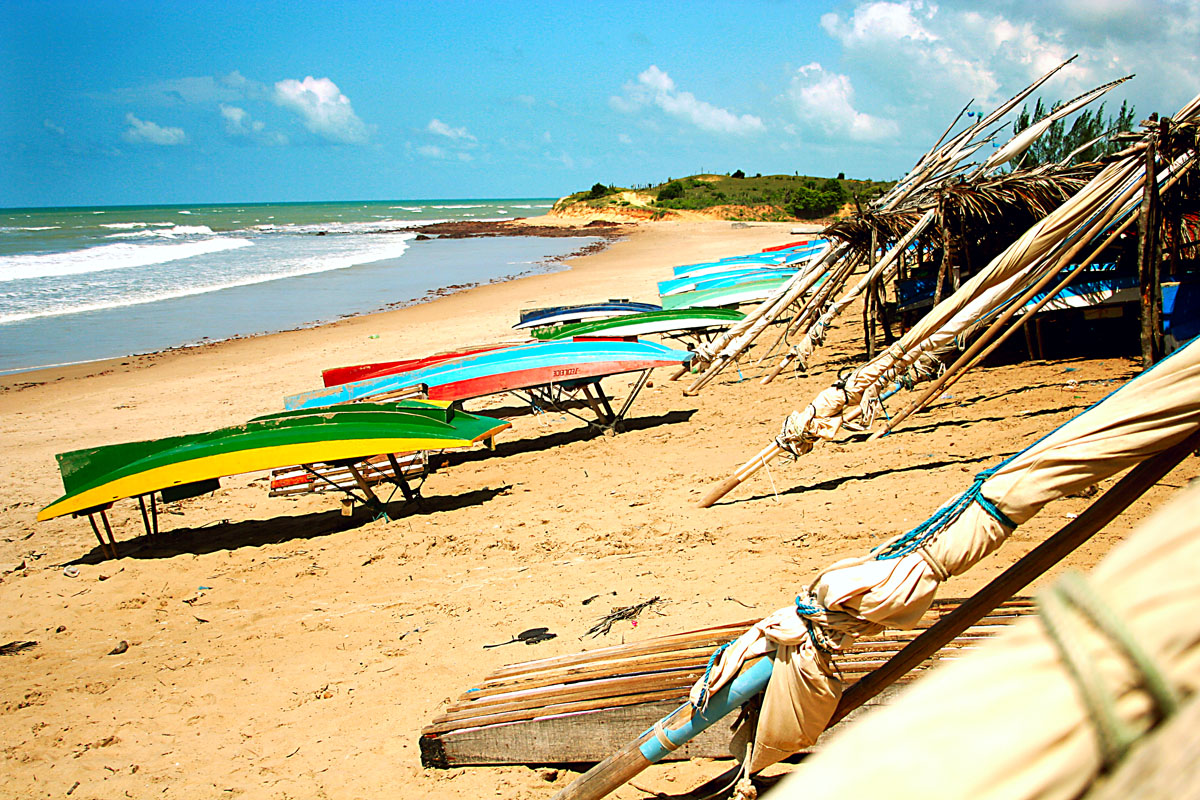

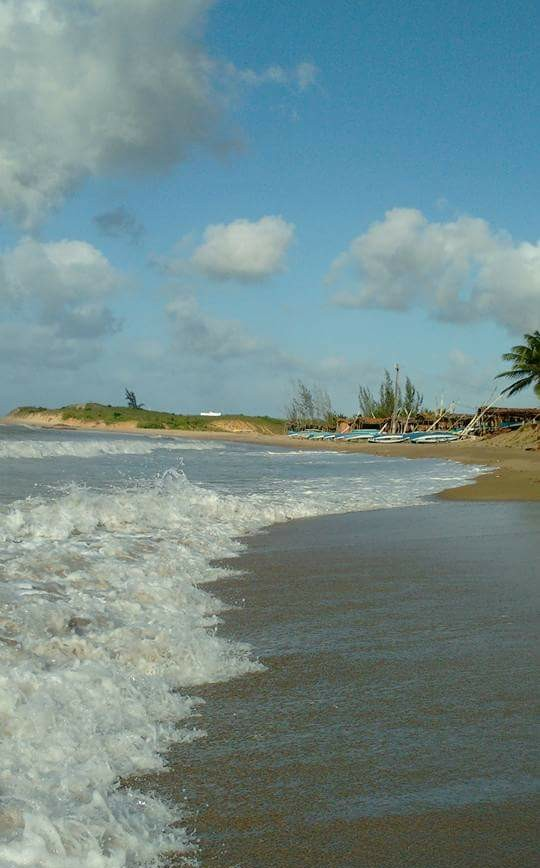
Praia de Lagoa do Sal

Lagoa do Sal é um distrito pertencente ao município de Touros no estado do Rio Grande do Norte, Brasil. Fica a aproximadamente  90 km da capital Natal. Está localizado entre as cidades de Touros e São Miguel do Gostoso.

## Origem do nome e História
No final do Séc. XIX algumas famílias chegaram à região e começaram a desmatar a densa mata que existia e descobriram uma lagoa que ao secar no verão produzia sal. Daí a origem do nome. A economia baseou-se na agricultura de subsistência͵ na pesca de peixes além da pesca sazonal de lagosta.

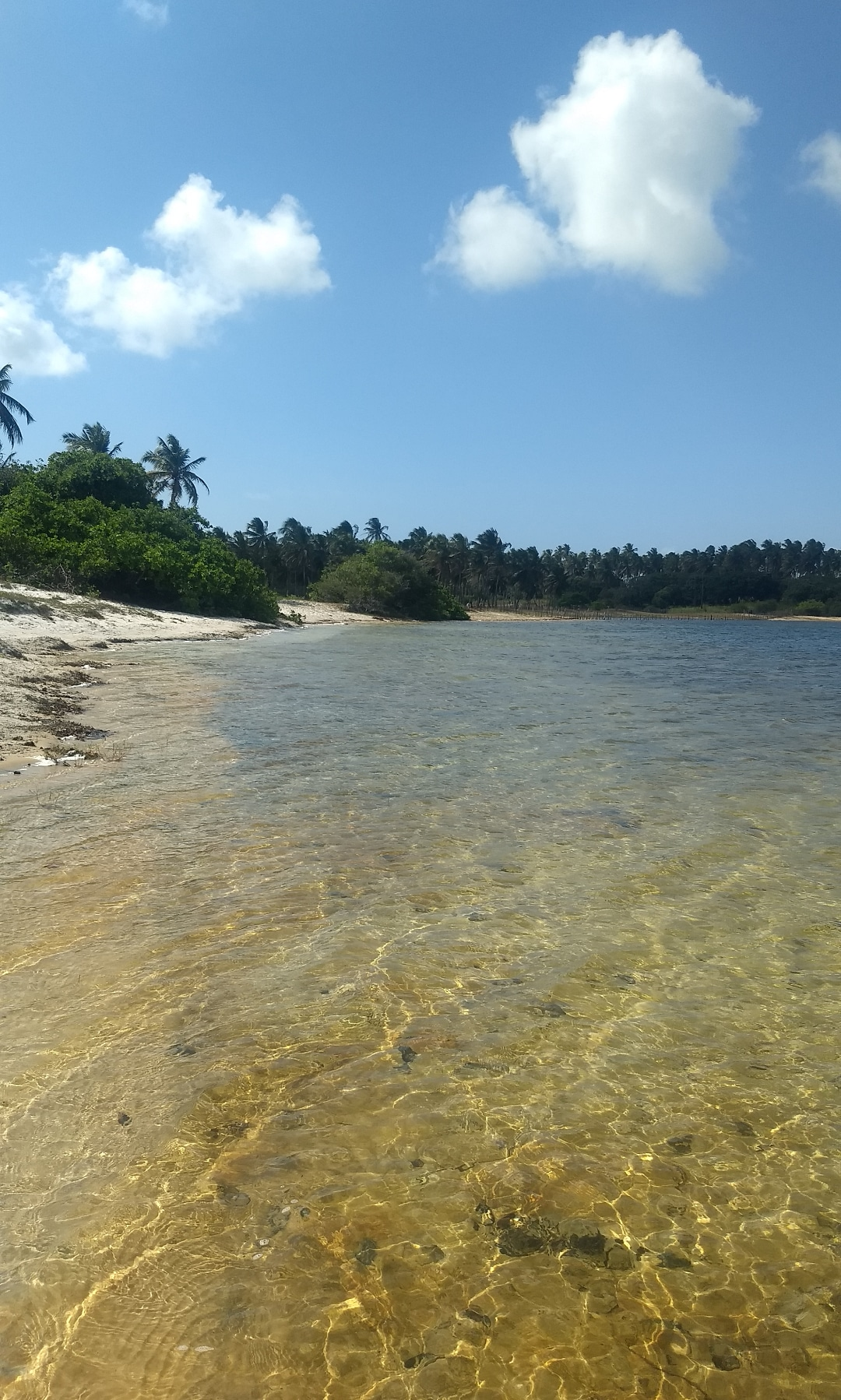
Lagoa Salgada, que deu origem ao nome do distrito

## Atualmente
Hoje Lagoa do Sal concentra cerca de mil habitantes e tem algumas dificuldades quanto a geração de renda͵ educação e saúde. Possui apenas uma escola de ensino fundamental, a Escola Municipal Vicente Tavares de Lira e um posto de saúde ambulatorial que foi construído depois de anos de reivindicação da população. A padroeira do distrito é Nossa Senhora de Nazaré. Tem ainda a Igreja Assembleia de Deus.

## Praias e Turismo

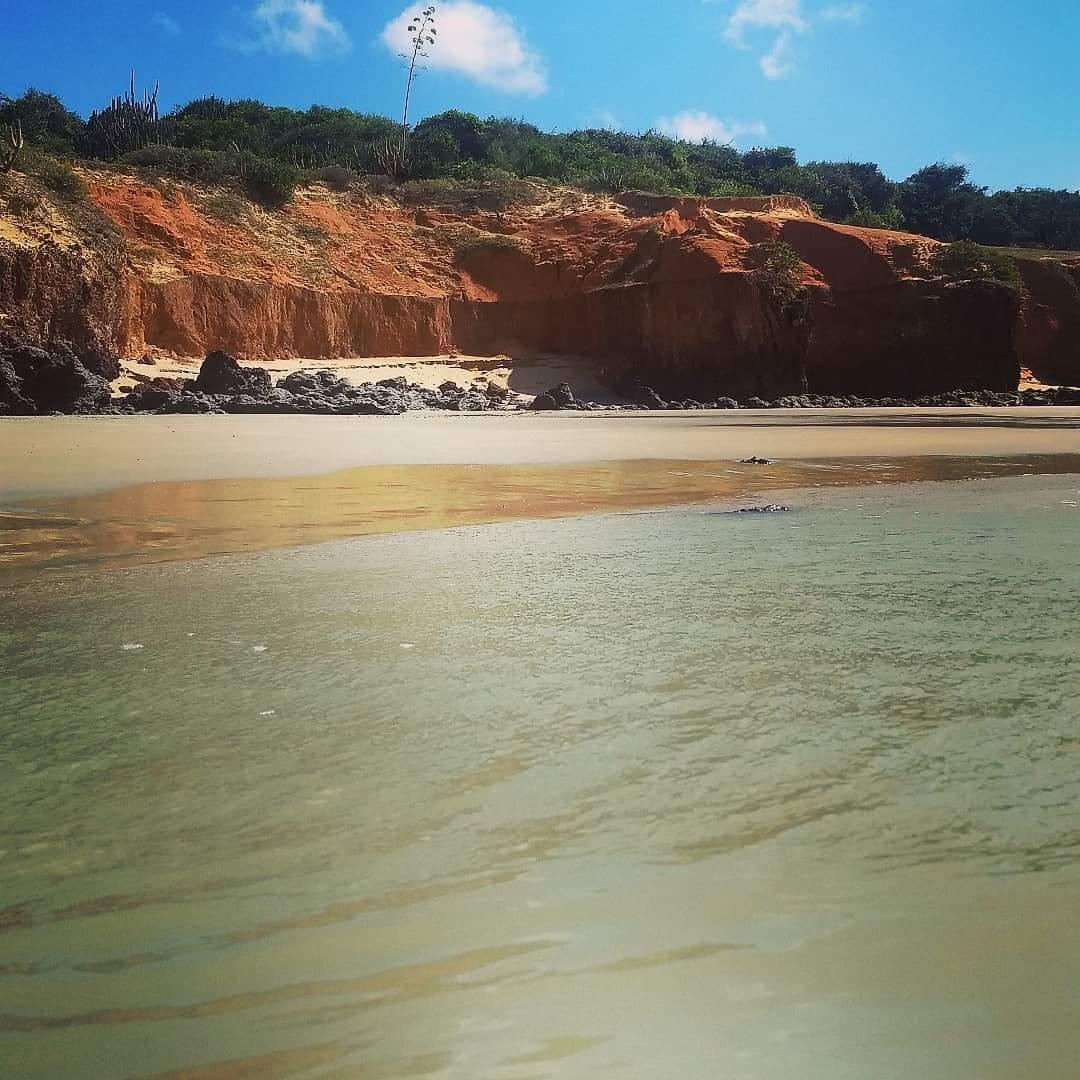
Praia das Barreiras em Lagoa do Sal

Possui três praias, sendo a principal a que leva o nome do distrito, que é utilizada pelos pescadores locais e moradores. Ultimamente, vem recebendo diversos turistas que chegam atraídos pelos ventos propícios à prática de kitesurf, windsurf e surf, além da Praia do Croado que é uma praia deserta e a Praia das Barreiras com falésias que avançam sobre o mar. É no distrito que está localizado o ponto mais alto do município, o Morro do Croado, com mais de cem metros de altura.Possui ainda dunas de areia amarelas que fazem contraste entre o mar e a lagoa.

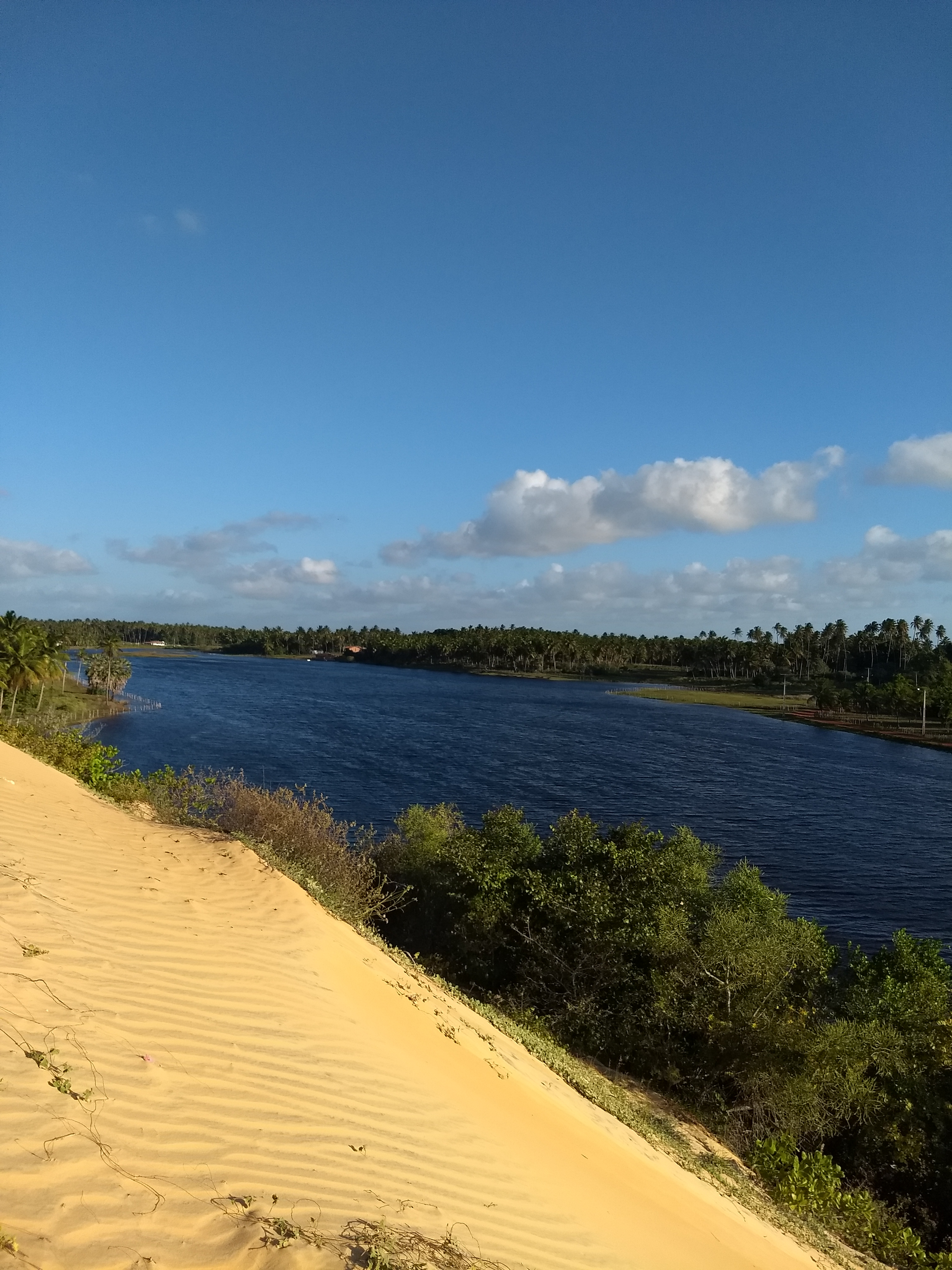
Lagoa da Frente vista das dunas